# كليبورن وليامز
كليبورن وليامز (بالإنجليزية: Claiborne Williams)‏ هو موسيقي أمريكي، ولد في 31 ديسمبر 1868، وتوفي في 10 أكتوبر 1952 في نيو أورلينز في الولايات المتحدة.